# Adetus longipennis
Adetus longipennis es una especie de escarabajo del género Adetus, familia Cerambycidae. Fue descrita científicamente por Audureau en 2016.
Habita en Perú. Los machos y las hembras miden aproximadamente 11 mm.